# Tony Bennett
Pour les articles homonymes, voir Benedetto et Bennett.
Tony Bennett, de son vrai nom Anthony Dominick Benedetto, né le 3 août 1926 dans le Queens à New York et mort le 21 juillet 2023 dans la même ville, est un chanteur américain de jazz et de pop traditionnelle.
Il a commencé à chanter dès son plus jeune âge. Pendant la Seconde Guerre mondiale, il a servi comme soldat d'infanterie dans l'armée américaine sur le théâtre européen. Après la guerre, il développe sa technique vocale et signe avec Columbia Records, obtenant son premier succès numéro un avec « Because of You » en 1951, suivi de titres populaires comme « Rags to Riches » en 1953. Il affine ensuite son approche pour inclure le jazz, atteignant un sommet artistique à la fin des années 1950 avec des albums tels que The Beat of My Heart et Basie Swings, Bennett Sings. En 1962, il enregistre sa chanson signature « I Left My Heart in San Francisco ».
Au cours de sa carrière débutée en 1949, il a publié plus de 70 albums, presque tous produits par Columbia Records, et vendu plus de 50 millions de disques à travers le monde. Il a reçu de nombreuses distinctions, dont 20 Grammy Awards, un Grammy Award pour l'ensemble de sa carrière et deux Primetime Emmy Awards. Il a été nommé Maître du jazz par le National Endowment for the Arts et a été honoré au Kennedy Center Honors. Il a également reçu une étoile sur le Hollywood Walk of Fame.
Tony Bennett a continué à créer des œuvres populaires et acclamées par la critique au XXIè siècle. Il a attiré une nouvelle reconnaissance tard dans sa carrière grâce à sa collaboration avec Lady Gaga, débutant avec l'album Cheek to Cheek en 2014 ; les deux artistes ont fait une tournée ensemble pour promouvoir l'album en 2014 et 2015. Avec la sortie de leur deuxième album commun, Love for Sale en 2021, Bennett a battu le record du plus vieil artiste vivant à avoir un album dans le top 10 du Billboard 200, son premier album dans le top 10 datant de I Left My Heart in San Francisco en 1962. Il a également battu le record du Livre Guinness des records en tant que plus vieil artiste à sortir un album de nouveaux titres, à l'âge de 95 ans et 60 jours.
En 2016, il a été diagnostiqué chez lui la maladie d'Alzheimer, mais en raison de la progression lente de sa maladie, il a continué à enregistrer, à tourner et à se produire jusqu'à sa retraite des concerts en 2021, annoncée après ses dernières performances les 3 et 5 août 2021 au Radio City Music Hall.
En plus de sa carrière musicale, Tony Bennett a fondé en 2001 la Frank Sinatra School of the Arts dans le quartier d'Astoria, dans le Queens à New York, ainsi que l'organisation Exploring the Arts, un programme d'éducation artistique à but non lucratif.

## Biographie

### Jeunesse
Né et élevé à Astoria dans une famille italo-américaine originaire de Calabre, Anthony Dominick Benedetto, dit « Tony », grandit en écoutant des chanteurs tels que Al Jolson, Eddie Cantor, Judy Garland, Bing Crosby, ainsi que des chanteurs de jazz comme Louis Armstrong, Jack Teagarden et Joe Venuti. L'un de ses oncles était un danseur de claquettes dans des vaudevilles.
Tous ces facteurs ont très tôt donné au jeune Tony des ouvertures sur le monde du show business. Ainsi, dès l'âge de dix ans, il commence à chanter, et entre finalement dans la High School of Art and Design (en) à Manhattan, New York, où il étudie à la fois la musique et la peinture. Il exerce les métiers de la chanson et est également peintre en parallèle.

### Seconde Guerre mondiale et début de carrière
Tony Bennett a été enrôlé dans l'armée de terre des États-Unis en novembre 1944 au cours des dernières étapes de la Seconde Guerre mondiale. Au début du mois de mars 1945, il rejoint la ligne de front et décrit ce qu'il qualifie plus tard de « siège au premier rang en enfer ». Il a traversé la France et plus tard, l'Allemagne, échappant de peu à la mort à plusieurs reprises.
À la fin de la guerre, il participe à la libération d'un camp de concentration nazi, le complexe concentrationnaire de Kaufering, près de Landsberg. Tony Benett reste en Allemagne en tant que membre de la force d'occupation, mais a été affecté à une unité informelle de la bande des services spéciaux chargée de divertir les forces américaines à proximité.
En 1945, son dîner avec un ami noir du lycée - à une époque où l'armée américaine était encore soumise à une ségrégation raciale - l'a conduit à être rétrogradé et réaffecté à des tâches du service d'enregistrement des sépultures. L'expérience a fait de lui un pacifiste ; il écrit et dit plus tard : « Quiconque pense que la guerre est romantique n'en a évidemment pas vécu une » ; « C'était un cauchemar permanent. Ce n'est pas la vie. »

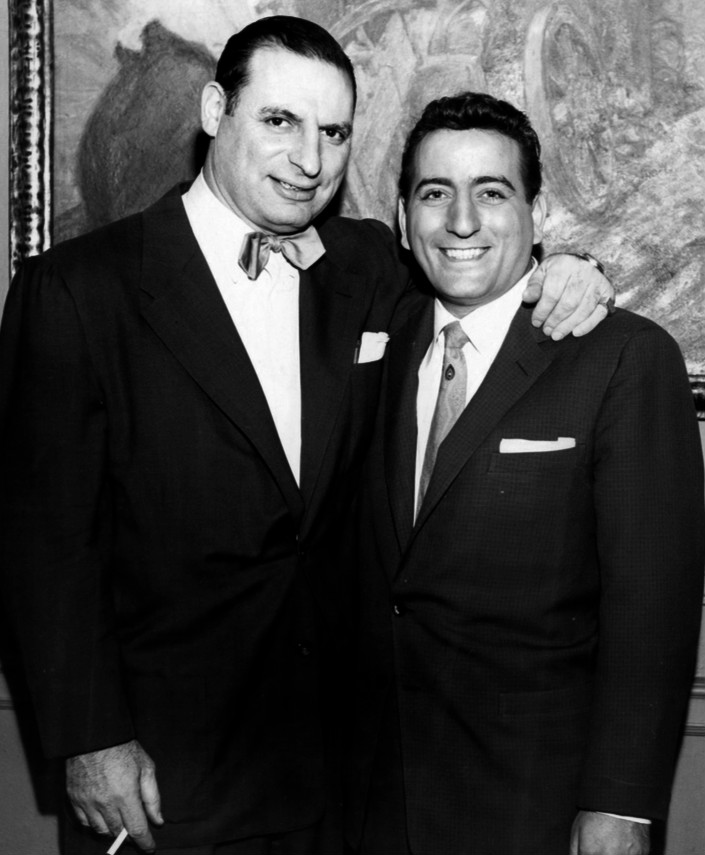
Tony Bennett (à droite) avec un animateur de talk-show de Chicago dans les années 1950.

Alors âgé de vingt ans, il quitte l'armée et l'Allemagne en 1946 pour retourner vivre aux États-Unis.
Son premier grand succès, Because of You, sort en 1951. C'est une balade produite par Mitch Miller, vendue à plus d'un million d'exemplaires.
Le 12 février 1952, Tony Bennett épouse Patricia Beech, étudiante en arts de l'Ohio et fan de jazz, qu'il avait connue l'année précédente après une soirée dans une discothèque à Cleveland.
Il enregistre en 1963 la chanson The Good Life sur son 16e album studio intitulé I Wanna Be Around. Cette version anglaise de la chanson La Belle Vie de Sacha Distel a connu un grand succès, se classant 18e au Billboard Hot 100.
En 1964, les Beatles et l'Invasion britannique ont attiré une attention musicale et culturelle toujours plus grande pour le rock et moins pour la pop, les standards et le jazz. Au cours des deux années suivantes, Tony Bennett eut de petits succès avec plusieurs albums et singles basés sur des airs de spectacle, mais ses fortunes commerciales commençaient manifestement à se dégrader.
Croyant fermement dans le mouvement des droits civiques, Tony Bennett participe en 1965 aux marches de Selma à Montgomery. Des années plus tard, il poursuit cet engagement en refusant de se produire dans le régime raciste de l'apartheid en Afrique du Sud.
En 1966, une tentative de jouer au cinéma est mal reçue. Son rôle dans The Oscar rencontre des mauvaises critiques. Il n'a pas apprécié l'expérience et n'a jamais cherché à obtenir d'autres rôles.
Après avoir connu un succès artistique et commercial dans les années 1950 et 1960, sa carrière subit un long passage à vide durant la période de succès du rock.

### Retour en grâce dans les années 1980
Après une overdose de cocaïne presque fatale en 1979, Tony Bennett a appelé ses fils Danny et Dae à l'aide : « Regardez, je suis perdu ici » leur dit-il. « Il semble que les gens ne veulent pas entendre la musique que je fais ». Danny a maîtrisé les dépenses de son père, l'a ramené à New York et a commencé à le produire dans des collèges et dans de petits théâtres. Danny Bennett, convaincu que le public plus jeune ne connaissant pas son père, réagirait positivement à sa musique s'il avait l'occasion de la découvrir.
Tony Bennett réussit un remarquable retour dans les années 1980 et 1990, en conquérant un public plus jeune tout en gardant son style musical intact.
En 1996, il interprète There'll be some changes made avec The Phil Collins Big Band au festival de jazz de Montreux en Suisse, accompagné du pianiste Ralph Sharon (en) et du bassiste Douglas Richeson. En 1999, il fait une apparition à la fin du film Mafia Blues, dans lequel il interprète son propre rôle, mais tout en étant présenté comme un bon ami du mafioso Paul Vitti.

### Depuis les années 2000

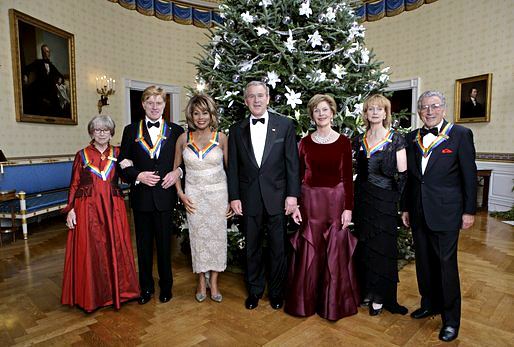
Le président George W. Bush et la First Lady Laura Bush posent avec les invités pour les Kennedy Center Honors : l'actrice Julie Harris, l'acteur Robert Redford, la chanteuse Tina Turner, la danseuse de ballet Suzanne Farrell et Tony Bennett le 4 décembre 2005 à une réception dans la Blue Room de la Maison-Blanche.

Tony Bennett reste un chanteur populaire et très apprécié dans les années 2000.
En 2003, il apparaît brièvement dans le film Bruce tout-puissant, où il chante dans un restaurant. Il est présenté comme un bon ami de Bruce, incarné par Jim Carrey dans ce film.

#### Séries de duos
En 2006, Tony Bennett sort un album de duos, Duets - An American Classic, avec plusieurs chanteurs populaires tels que Stevie Wonder, Barbra Streisand, Elton John, Céline Dion, Sting, Michael Bublé, George Michael et il enregistre un duo en live avec Christina Aguilera courant 2007.
En 2010, il fait partie de la reprise We Are the World : We Are the World 25 for Haiti.

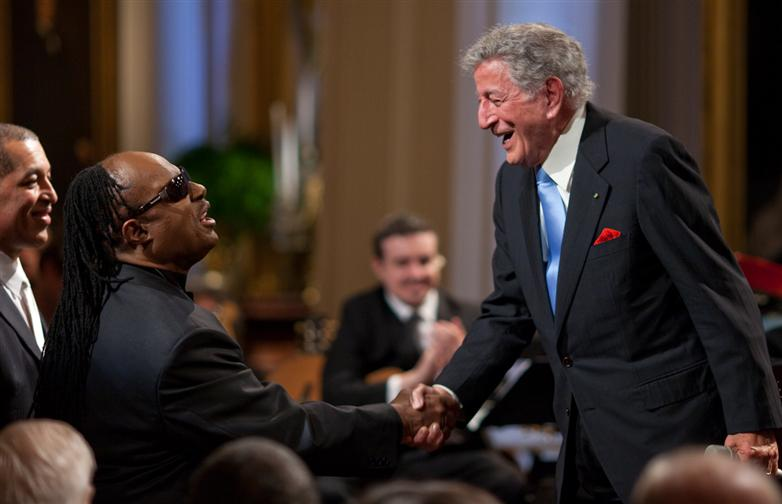
Tony Bennett salue Stevie Wonder à la Maison Blanche le 25 février 2009.

Le 20 septembre 2011, il sort un second album de duos intitulé Duets II, comprenant une collaboration avec Amy Winehouse Body and Soul, reprise d'une chanson écrite en 1930 - qui sort peu après le décès de la chanteuse et The Lady Is a Tramp, en compagnie de Lady Gaga, qui sort en octobre 2011. L'enregistrement étant un succès international, il sera édité quelque temps plus tard en DVD contenant les sessions d'enregistrement de l'opus en formes de vidéo-clips. Sorti le 26 mars 2012, il y contient tous les titres sauf When Do The Bells Ring For Me en duo avec Mariah Carey.
En 2014, il apparaît dans le film Opération Muppets, dont il interprète aussi le titre We're Doing A Sequel en duo avec Lady Gaga et les Muppets.
Tony Bennett enregistre un album de jazz nommé Cheek to Cheek avec Lady Gaga de 2012 à 2014. Il sort en septembre 2014. L'album se classe no 1 des charts et remporte un Grammy pour le « meilleur album pop traditionnel » en 2015.
En 2014, Tony Bennett révèle que sa collaboration avec Lady Gaga se poursuit avec un album constitué de reprises de Cole Porter,,.
En 2018, alors âgé de 92 ans, le chanteur sort un nouvel album Love Is Here To Stay, composé de duos avec la chanteuse de jazz canadienne Diana Krall.
En février 2021, il est révélé que Lady Gaga et le chanteur ont de nouveau travaillé ensemble entre 2018 et 2020 sur un nouvel album, Love for Sale, qui sort en 2021, sept ans après Cheek to Cheek. La même année, il déclare être atteint de la maladie d'Alzheimer depuis 2016.

### Passion pour la peinture
Tony Bennett a également eu du succès en tant que peintre. Ses œuvres sont signées sous son vrai nom Anthony Benedetto ou seulement Benedetto. Il dessine ou peint tous les jours, souvent en regardant par la fenêtre de l'hôtel.
Il expose son travail dans de nombreuses galeries à travers le monde. Il est choisi comme artiste officiel du Derby du Kentucky de 2001 et chargé par les Nations unies de réaliser deux peintures, dont une pour son cinquantième anniversaire.

## Vie personnelle

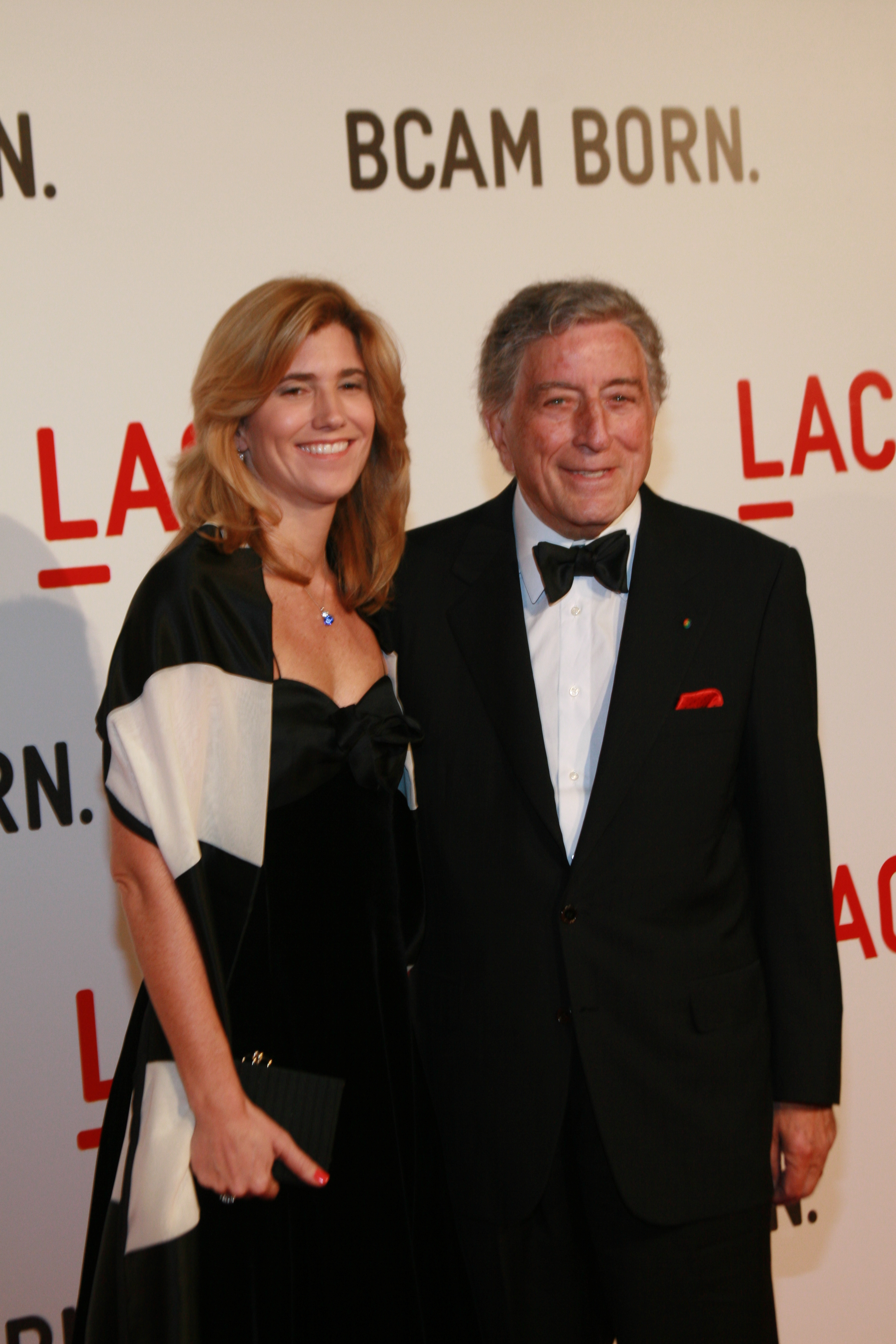
Tony Bennett et sa femme Susan Crow à l'ouverture du Broad Contemporary Art Museum à Los Angeles en 2008

Le 12 février 1952, Tony Bennett épouse Patricia Beech, une étudiante en art de l'Ohio et fan de jazz qu'il a rencontrée l'année précédente après une performance dans un nightclub à Cleveland. Deux mille fans féminines vêtues de noir se rassemblent à l'extérieur de la cérémonie à la cathédrale Saint-Patrick à Manhattan, New York, en deuil symbolique. Le couple a deux fils, D'Andrea (Danny, né en 1954) et Daegal (Dae, né en 1955). Bennett et sa femme Patricia se séparent en 1965, leur mariage étant victime du temps passé par Bennett sur la route, entre autres facteurs. En 1969, Patricia demande le divorce pour cause d'adultère. En 1971, leur divorce est officiellement prononcé.
Bennett s'était impliqué avec l'actrice en herbe Sandra Grant lors du tournage de La Statue en or massif en 1965. Le couple vit ensemble pendant plusieurs années et, le 29 décembre 1971, ils se marient discrètement à New York. Ils ont deux filles, Joanna (née en 1970) et Antonia (née en 1974), et déménagent à Los Angeles. Ils restent mariés jusqu'en 1983.
À la fin des années 1980, Bennett entame une relation amoureuse à long terme avec Susan Crow, une ancienne enseignante de New York.
Bennett et Crow ont fondé Exploring the Arts, une organisation caritative consacrée à la création, la promotion et le soutien de l'éducation artistique. Parallèlement, ils ont fondé (et nommé en l'honneur de l'ami de Bennett) la Frank Sinatra School of the Arts dans le Queens, un lycée public destiné à l'enseignement des arts du spectacle. L'école a ouvert en 2001 et affiche un taux de réussite très élevé. Le 21 juin 2007, Bennett épouse Crow lors d'une cérémonie civile privée à New York, en présence de Mario Cuomo, ancien gouverneur de New York,.

### Maladie et décès
En février 2021, un article dans le AARP Magazine révèle que Bennett a été diagnostiqué avec la maladie d'Alzheimer en 2016, bien qu'il ait continué à se produire et à enregistrer jusqu'à la pandémie de Covid-19 début 2020. Il reprend brièvement les performances en 2021 pour ses concerts d'adieu. Ses séances de chant bihebdomadaires auraient stimulé son cerveau et l'auraient épargné de symptômes tels que la désorientation, la dépression et le détachement de la réalité. Son neurologue a déclaré à AARP qu'avant la pandémie, le programme de tournées du chanteur "le tenait en alerte et stimulait également son cerveau de manière significative". Bennett a enregistré des morceaux avec Lady Gaga de 2018 jusqu'au début de 2020 pour leur album Love for Sale sorti en 2021, bien qu'il ait parfois été "perdu et perplexe" lors des sessions d'enregistrement.
En annonçant la retraite de Bennett en août 2021, Danny Bennett a déclaré que la maladie d'Alzheimer affectait principalement la mémoire à court terme de son père et qu'il oubliait souvent qu'il venait de se produire après un concert ; sa mémoire à long terme restait intacte et il pouvait encore se souvenir de toutes les paroles de son répertoire lorsqu'il se produisait.
Bennett est décédé à son domicile de New York le 21 juillet 2023, après une bataille de sept ans contre la maladie d'Alzheimer. Sa famille a déclaré qu'il avait continué à chanter jusqu'à la fin, interprétant en dernier "Because of You",,. Il a été salué comme le "champion" et "l'interprète légendaire" du Grand répertoire américain,.
Bennett a été inhumé aux côtés de ses parents au cimetière du Calvaire dans le Queens.

## Prix et reconnaissance
Tony Bennett a remporté de nombreux prix, et marques de reconnaissance parmi lesquelles on peut citer :
- 20 Grammy Awards, de 1967 à 2022
- 2 Emmy Awards, 1996 et 2007
- Étoile sur le Walk of Fame à Hollywood
- Prix humanitaire du Haut Commissariat des Nations Unies pour les réfugiés, 2006
- Prix des maîtres de jazz au Fonds national pour les arts, 2006
- Intronisation au Temple de la renommée du New Jersey, 2011
- Record du monde Guinness pour le plus long temps entre la sortie d'un enregistrement original et un ré-enregistrement du même single du même artiste pour Fascinating Rhythm, 68 ans et 342 jours après l'enregistrement original, 2018

## Discographie
- 1952 : Because of You
- 1955 : Cloud 7
- 1957 : The Beat of My Heart
- 1958 : Long Ago and Far Away
- 1958 : A String of Hits (Tony's Greatests Hits)
- 1959 : In Person! With Count Basie
- 1959 : Blue Velvet
- 1959 : Hometown, My Town
- 1960 : To My Wonderful One
- 1960 : Alone Together (en)
- 1960 : A String of Hits (More of Tony Greatests Hits)
- 1961 : A String of Harold Arlen
- 1961 : Tony Sings for Two
- 1961 : My Heart Sings
- 1962 : I Left My Heart in San Francisco
- 1963 : I Wanna Be Around...
- 1965 : If I Ruled the World: Songs for the Jet Set
- 1966 : The Shadow of Your Smile (récompensé d'un Grammy)
- 1969 : I've Gotta Be Me
- 1975 : The Tony Bennett: Bill Evans Album (avec Bill Evans)
- 1975 : Life is Beautiful
- 1976 : Together Again (avec Bill Evans)
- 1986 : The Art of Excellence
- 1987 : Bennett/Berlin
- 1990 : Astoria: Portrait of the Artist
- 1992 : Perfectly Frank
- 1993 : Steppin' Out
- 1994 : MTV Unplugged : Tony Bennett (Live)
- 1995 : Here's to the Ladies
- 1997 : Tony Bennett on Holiday: A Tribute to Billie Holiday
- 1998 : The Playground
- 1999 : Bennett Sings Ellington / Hot and Cool
- 2001 : Playing With My Friends: Bennett Sings the Blues
- 2002 : A Wonderful World
- 2004 : The Art of Romance
- 2006 : Duets - An American Classic
- 2006 : The Tony Bennett: Bill Evans Album (enregistré en 1975)
- 2008 : A Swingin' Christmas (en collaboration avec The Count Basie Big Band)
- 2011 : Duets II
- 2012 : Viva Duets
- 2013 : Bennett & Brubeck: The White House Sessions, Live 1962
- 2014 : Cheek to Cheek (en collaboration avec Lady Gaga)
- 2015 : The Silver Lining: The Songs of Jerome Kern (en collaboration avec Bill Charlap)
- 2018 : Love Is Here To Stay (en collaboration avec Diana Krall)
- 2021 : Love For Sale (en collaboration avec Lady Gaga)

### Numéros 1
- Because of You - no 1 US, 1951[31]
- Rags to Riches - no 1 US, 1953
- Stranger in Paradise - no 1 GB, 1955[32]
- Cheek to Cheek - no 1 US, 2014

## Filmographie
- 1966 : La Statue en or massif : Hymie Kelly
- 1990 : Les Simpson (un épisode : Le Dieu du stade) : lui-même
- 1999 : Mafia Blues : lui-même
- 2003 : Bruce tout-puissant : lui-même
- 2007 : Polémique Système : lui-même
- 2008 : Entourage, saison 5, épisode 2 : lui-même
- 2011 : Blue Bloods, saison 2, épisode 1 : lui-même
- 2014 : Muppets Most Wanted : lui-même
- 2015 : Amy (documentaire sur Amy Winehouse avec qui il enregistra en 2011 Body & Soul) : lui-même